# 歡樂幸運星
歡樂幸運星（Lucky Star），是一個台灣電視益智遊戲節目。節目製作人由陳俊良擔任，節目主持人由胡瓜擔任，節目製作團隊由友松傳播擔任。每週一到週五晚間七點到八點於衛視中文台播出。

## 全新節目規則介紹
- 每集兩隊挑戰者和衛冕者比賽分成三個階段

### 第一階段歡樂保齡球
先打兩球再抽一個號碼球再打兩球，跟打四球獎金十萬很像。

### 第二階段推筒子比大小
- 隊伍有3球機會。
- 以3球擊倒總瓶數的個位數比大小。
- 全倒可當白皮（半點）。
- 三條>一對>單點。
- 點數最大者獲勝。

### 第三階段10來運轉
- 打到10或10的倍數者獲勝。
- 衛冕者打到50點得到10萬，擊到指定的技術球獎金10萬變100萬

## 外部連結
- 歡樂幸運星官方網站

| 衛視中文台 星期一～四19:00-20:00 | 衛視中文台 星期一～四19:00-20:00          | 衛視中文台 星期一～四19:00-20:00 |
| -------------------------------- | ----------------------------------------- | -------------------------------- |
|                                  | 歡樂幸運星 （2005年6月13日-2011年3月4日） |                                  |
| -                                | 歡樂智多星 （2011年3月7日-）              |                                  |